# Rob-B-Hood
Rob-B-Hood (Vereenvoudigd Chinees: 宝贝计划; Traditioneel Chinees: 寶貝計劃; Pinyin: bǎobèi jìhuà; Standaardkantonese Yale: Bō Bui Gai Wak) is een in 2006 in Hongkong uitgebrachte actiekomedie. De film is geproduceerd en geregisseerd door Benny Chan, die ook meeschreef aan het scenario. De hoofdrollen worden gespeeld door Jackie Chan, Louis Koo, Yuen Biao en Michael Hui. Rob-B-Hood had een begroting van $ 16,8 miljoen (€ 11,1 miljoen) en werd opgenomen tussen december 2005 en april 2006. De film werd op 29 september 2006 alleen in Hongkong, China en Zuidoost-Azië uitgebracht en kreeg daar over het algemeen positieve recensies. In oktober 2006 bracht hij erg veel geld op in China.
Rob-B-Hood speelt zich af in Hongkong en gaat over een ontvoering die verkeerd afloopt. Drie ontvoerders - Slipper, Octopus en de Huisbaas -, hebben een baby ontvoerd en eisen een grote hoeveelheid losgeld van de ouders. De ruil van de baby tegen het geld verloopt echter niet zoals gepland.

## Verhaal
Aan het begin van de film zijn Slipper en Octopus verkleed als doktoren. Ze willen met gestolen geld en medicijnen tegen kanker uit een ziekenhuis ontsnappen. Ondertussen wordt een pasgeboren baby uit het rijke gezin Lee meegenomen door Max, het ex-vriendje van de moeder van de baby, waarna de bewakers hem gaan achtervolgen en Max insluiten op een roltrap. Na een heftige strijd laat Max zichzelf en de baby over de zijkant van de roltrap vallen. De baby wordt opgevangen door Slipper die op de roltrap staat, terwijl Max te pletter valt. Slipper, die over de zijkant van de roltrap hangt, kan de baby niet meer vasthouden, waarna hij hem laat vallen. De baby wordt op de grond opgevangen door twee doktoren. Als de bewakers en doktoren zijn afgeleid, ontsnappen Slipper en Octopus met de monovolume van de Huisbaas.
Slipper vergokt zijn geld meteen en Octopus geeft veel geld uit aan mooie vrouwen. De Huisbaas bewaart het geld in tegenstelling tot zijn leerlingen veilig in een geheime kluis in zijn huis. Nadat de Huisbaas een paar maanden later had besloten om met pensioen te gaan, komt hij erachter dat er in zijn flat is ingebroken. Zijn HK$3 miljoen uit de kluis is gestolen. Hij krijgt een telefoontje van zijn tussenpersoon Oom Zeven, die hem aanbiedt om een ontvoering van baby Lee op touw te zetten voor de Triade-baas, de vader van Max die in de veronderstelling verkeert dat de baby zijn kleinzoon is. Verleid door de beloning van HK$7 miljoen stemmen Slipper en Octopus in met de opdracht, zonder precies te weten wat ze eigenlijk moeten stelen. Ze kunnen het geld goed gebruiken aangezien beiden een gat in de hand hebben. Nadat de drie met de baby uit het huis van het gezin Lee zijn gevlucht, zien ze pas dat het om een baby gaat. Slipper en Octopus zijn erg kwaad op de Huisbaas, hoewel ze hem niet eens de kans gaven om te zeggen dat het om de ontvoering van een baby ging.
Slipper, Octopus en de Huisbaas gaan op weg naar een ontmoeting met Oom Zeven (de tussenpersoon) en de Triade (de opdrachtgever) voor de overdracht in Sai Kung. De drie ontvoerders en Oom Zeven rijden veel te hard, waarna ze worden geflitst en aangehouden door de politie. Wanneer de Triade met veel commotie bij de politieafzetting aankomt, probeert de Huisbaas de politie te ontlopen, maar hij rijdt de sloot in. Als de politie dicht bij hen is, zegt de beknelde Huisbaas tegen Slipper en Octopus dat ze snel moeten vluchten met baby Lee. De Huisbaas wordt wegens roekeloos rijgedrag gearresteerd. In de gevangenis ziet hij het journaal met berichtgeving over de inbraak bij het gezin Lee. Er wordt onder andere gemeld dat de buit een miljonairsbaby is. De Huisbaas belt Slipper en Octopus op en vertelt hen dat baby Lee aan niemand mag worden overdragen voordat hij zelf vrijgelaten wordt, zodat hij de prijs kan verhogen.
De daaropvolgende dagen moeten Slipper en Octopus voor de baby zorgen, waardoor ze een sterke band met hem krijgen. De twee beginnen hun fouten te betreuren: Slipper verzet zich tegen de drang om te gaan gokken, terwijl Octopus spijt heeft dat hij zijn vrouw bedriegt. De Triade-baas, de echte opdrachtgever, is kwaad omdat zijn "kleinzoon" niet geleverd kon worden. Hij stuurt zijn mannen om de baby op te halen in Slippers flat. Wanneer de Triade en Inspecteur Mok naar Slippers flat komen, verbergen Slipper en Octopus de baby.
Kort na zijn vrijlating wordt de Huisbaas naar de Triade-baas gebracht, die zijn bod op baby Lee verhoogt tot HK$30 miljoen. Hij krijgt een aanbetaling van HK$5 miljoen, als ze binnen 3 uur de baby leveren zullen ze ook de andere HK$25 miljoen krijgen. De Huisbaas gaat naar Slipper en Octopus in het ziekenhuis, waar de baby op dat moment wordt behandeld voor koorts. Hij stelt ze op de hoogte van het nieuwe aanbod, maar Slipper en Octopus maken zich meer zorgen over het welzijn van de baby dan over het geld. De twee besluiten om de baby naar het huis van de baas te brengen, waar de Huisbaas hen opwacht met de rest van het geld. De overhandiging vindt daar met veel bezorgdheid plaats. Als het trio op het punt staat te vertrekken, horen ze de baby huilen omdat een bloedmonster uit zijn arm wordt genomen. Slipper en Octopus krijgen een flashback van de dagen die zij met de baby hebben doorgebracht. Overrompeld door hun gevoelens vechten ze zich een weg naar het privé-attractiepark van de Triade-baas om de baby te redden, terwijl de Huisbaas er met het geld vandoor gaat. Slipper slaagt er bijna in om met de baby te ontsnappen, maar hij is gedwongen zich over te geven als de Triade dreigen Octopus naar beneden te gooien.
Slipper en Octopus worden naar de Triade-baas gebracht, die ervan overtuigd is de opa van de baby te zijn. Een bloedonderzoek bewijst echter het tegendeel. Verblind door woede stopt de Triade-baas de baby in een koelcel naast Max' lichaam, zodat de baby "bij zijn vader kan zijn". Hierop vechten Slipper en Octopus opnieuw om de baby te redden. De twee komen in een kamer met twee slaven te zitten, maar worden gered als Inspecteur Mok en de Huisbaas arriveren en snel het slot weten te kraken. Slipper en Octopus lopen naar de garage met de in coma geraakte baby. Slipper probeert de baby te reanimeren met een zelfbedachte defibrillator die wordt aangedreven door de accu van een auto. Ondanks alle inspanningen komt de baby niet bij bewustzijn en wordt weggereden in een ambulance. Het blijkt dat zijn hart nauwelijks nog klopt.
Slipper, Octopus en de Huisbaas zitten in de cel voor ontvoering. Ze zijn vrijwilliger bij een voorlichting over de doodstraf tijdens een open dag. Daarbij nemen ze de gelegenheid om aan hun geliefden excuses aan te bieden. Na de nepvertoning vertelt Inspecteur Mok de drie dat het Ministerie van Justitie hen misschien op borg vrij laat gaan. Slipper, Octopus en de Huisbaas zien vervolgens dat baby Lee in leven en gezond bij zijn ouders is. Als blijk van waardering voor het beschermen van baby Lee's leven bieden de ouders van baby Lee hen banen aan als lijfwacht, chauffeur en Hoofd Veiligheid.

## Rolverdeling
| Acteur           | Personage               | Opmerkingen |
| ---------------- | ----------------------- | --- |
| Jackie Chan      | Slipper (人字拖)        | Slipper is een professionele inbreker die al allerlei dure dingen heeft gestolen. Hij is ook een dwangmatige gokker, die met zijn familie over zijn levensstijl praat, waardoor zijn vader een beroerte krijgt. Ondanks zijn verdorvenheid blijkt hij toch een zekere mate van ethisch besef te hebben waardoor hij soms terughoudend is, zoals bij het ontvoeren van baby Lee. De naam "Slipper" verwijst naar zijn slippers. |
| Louis Koo        | Octopus (八達通)        | Octopus is eveneens een inbreker. Het gestolen geld gebruikt hij om dure auto's te kopen en om te daten met een rijk meisje. Hij verwaarloost zijn zwangere vrouw (gespeeld door Charlene Choi), door haar rond te laten komen van uitzichtloze baantjes. |
| Michael Hui      | de Huisbaas (包租公)    | De Huisbaas begeleidt Slipper en Octopus tijdens de gehele ontvoering. Hij is daarnaast al meer dan 20 jaar hun mentor. In tegenstelling tot zijn leerlingen geeft hij niets uit van zijn aandeel, dat hij in plaats daarvan veilig in een kluis in zijn huis bewaart. |
| Matthew Medvedev | baby                    | De baby is de jonge zoon van het schatrijke gezin Lee. Hij is ontvoerd door Slipper, Octopus en de Huisbaas namens de Triade-baas. |
| Yuen Biao        | Inspecteur Mok (莫史迪) | Inspecteur Mok is de politieagent die zich bezighoudt met de verdwijning van de baby. |
| Teresa Carpio    | de Huisvrouw (包租婆)   | De Huisvrouw, de vrouw van de Huisbaas, is erg boos wegens het overlijden van haar enige zoon vele jaren geleden. |
| Gao Yuanyuan     | Melody                  | Melody is een student-verpleegkundige op de universiteit van Peking, ze werkt als een parttime kinderopvangconsultant en leert Slipper en Octopus hoe je een baby moet verzorgen. Ze wordt later Slippers vriendin. |
| Terence Yin      | Max                     | Max is het voormalige vriendje van de moeder van de baby. Hij beweert dat de baby van hem is. Hij sterft aan de gevolgen van een valpartij, na een strijd om de baby in het ziekenhuis kort nadat de baby is geboren. |
| Chen Baoguo      | de Triade-baas          | Na het verlies van zijn enige zoon, Max, wil deze Triade-baas alles op alles zetten om de baby te pakken te krijgen. |

## Productie
Rob-B-Hood is een gezamenlijke productie van JCE Movies Limited, een bedrijf dat is opgezet door Jackie Chan in 2003, en Huayi Brothers Film & Taihe Investment Company, makers van films als Warriors of Heaven and Earth (2003), Kekexili: Mountain Patrol (2004) en The Banquet (2006).

### Scenario

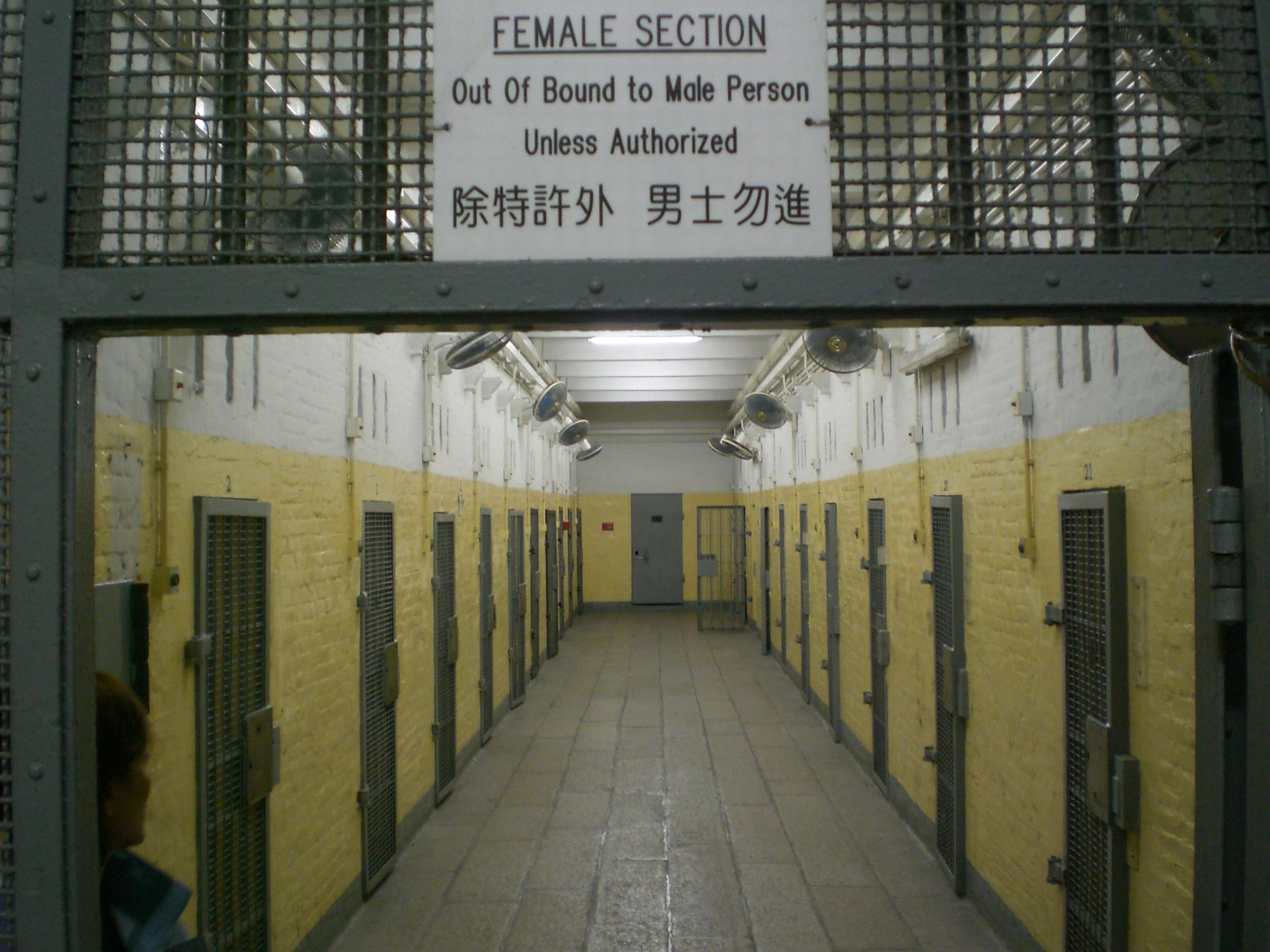
Een hal in de Victoria Prison in Hongkong Central, een van de locaties voor de film

Vlak na het uitkomen van New Police Story (2004) klopte Jackie Chan aan bij Benny Chan met plannen voor een nieuwe actiefilm. Jackie Chan verklaarde dat hij deze keer niet – zoals in zijn vorige films – de heldenrol wilde spelen, maar een gemene schurk. Uiteindelijk kwamen Benny Chan en scenarioschrijver Alan Yuen met een gewaagd idee: Jackie Chan zou Slipper spelen, een gokverslaafde crimineel. Jackie Chan had eigenlijk een kwaadaardige schurk, die "vrouwen slaat en mensen verbrandt met sigaretten" moeten spelen. Dat scenario werd echter afgewezen door de Chinese regering, die het personage te verdorven achtte. Niettemin was het pas de tweede keer in zijn carrière als acteur dat Jackie Chan iemand speelde die was veroordeeld tot gevangenisstraf.
Jackie Chan herschreef het script van de film en ontwierp de actiescènes. Regisseur Benny Chan bedacht de dramatische elementen erbij. Het herschreven scenario was klaar in oktober 2005. Twee extra protagonisten vervulden hierin de rol van Slippers 'partners in crime'. De bedoeling was de film een hoger komediegehalte te geven dankzij hun interacties.

### Acteurs
De acteurs in Rob-B-Hood variëren van nieuwkomer Gao Yuanyuan tot veteraan-acteur Chen Baoguo.
De rol van Slippers 'partner in crime' Octopus wordt gespeeld door Louis Koo, een bekroonde acteur die in TVB-dramaseries zoals Detective Investigation Files IV en de films Election (1999) en Election 2 (2006) heeft gespeeld. Er is ook een aantal actiescènes gefilmd met een stuntman voor Koo's personage. Daarnaast was Koo de favoriet van de baby op de set. Wanneer de baby huilde, was Koo altijd de eerste om hem te verzorgen.
De huisbaas, tevens de leider van Slipper en Octopus, wordt gespeeld door Michael Hui, een Hong Kong Film Award-winnende komiek die kort voor de overdracht van Hongkong naar Canada emigreerde. Hui werd gekozen voor de rol, omdat hij de ideale acteur was om een personage te spelen dat anderen moet overhalen slechte dingen te doen. De producenten waren oorspronkelijk van plan om Hui samen met Jackie Chan en Koo te laten vechten, maar uiteindelijk werd besloten dat Hui alleen het brein achter de bende zou zijn. Hui en Chan speelden eerder samen in The Cannonball Run (1981).
Jackie Chan en Yuen Biao spelen samen in Rob-B-Hood. Zij waren, samen met Sammo Hung, klasgenoten op de Peking Opera School. In de jaren 80 speelden ze samen in een aantal komedies en actiefilms, zoals Project A (1983), Wheels on Meals (1984) en de trilogie Lucky Stars (1985). Eerst wilde Jackie Chan samen met Yuen en Hung in één film spelen, bij wijze van hereniging van een trio dat sinds de film Dragons Forever (1988) niet meer bij elkaar is geweest. Hung sloeg het voorstel af vanwege een probleem met zijn eigen planning. Yuen Biao speelt de rol van Inspecteur Mok, die onderzoek doet naar de verdwijning van de baby. Sommige fratsen van Yuen uit het verleden komen terug in Rob-B-Hood, zoals het gevecht waarbij hij tevergeefs probeert het personage van Chan in de boeien te slaan.
Rob-B-Hood is de derde film van Benny Chan, waarin Jackie Chan de hoofdrol speelt. Dit was eerder zo in Who Am I? (1998) en New Police Story (2004).
Er werden meer dan 100 audities gehouden om een baby te vinden die geschikt was voor de rol in de film. Benny Chan koos voor deze rol uiteindelijk Matthew Medvedev, een 1-jarig kind van Chinees-Colombiaanse afkomst. Medvedev - beter bekend als Baby Matthew - werd letterlijk op straat aangenomen voor de rol, toen een assistent-directeur hem samen met zijn ouders zag in de metro van Hongkong. Hoewel het gezin gewoon op bezoek was in Hongkong, besloten ze Matthew de rol te laten spelen.

### Opnames

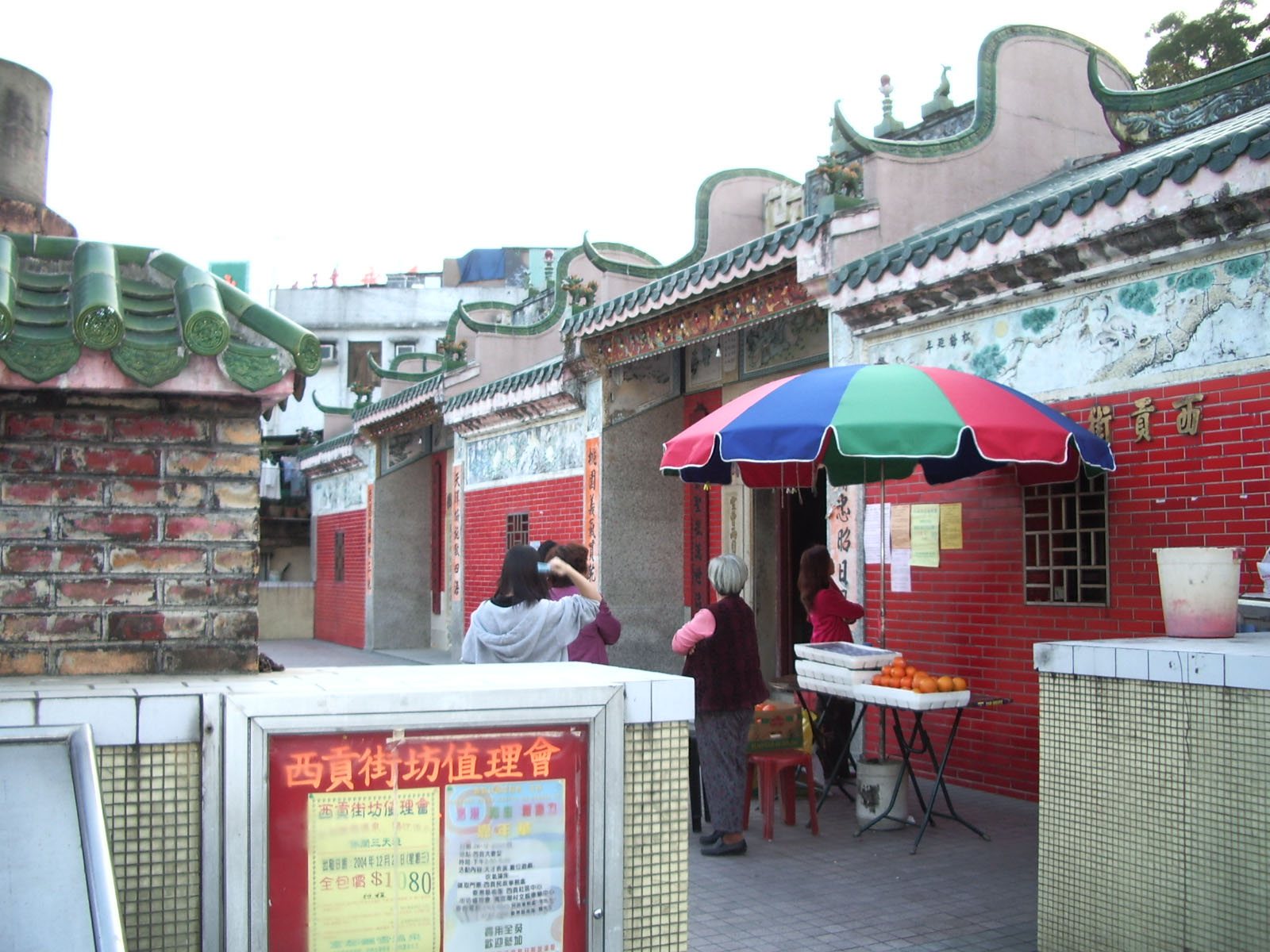
De Tin Hau Tempel in Sai Kung (Hongkong). Bij deze tempel zijn enkele opnames voor de film gemaakt.

De opnames werden tussen december 2005 en april 2006 in Hongkong gemaakt, met een budget van €1,5 miljoen. De filmlocaties waren Hongkong Central, Sai Kung, Sha Tin, Ocean Park, Cyberport, Tai Po Waterfront Park en Victoria Prison; een gevangenis in Hongkong Central.
Benny Chan omschreef de opnames als een dieptepunt in zijn carrière. De scènes met de baby gingen erg vaak fout. Het was dus best lastig om met de baby te werken, omdat hij niet langer dan acht uur per dag mocht "werken". Wanneer de scène werd gefilmd waarbij de baby wordt neergeschoten en de filmploeg stil moest zijn, moesten ze communiceren in gebarentaal. Benny Chan vertelde dat het veel tijd, geduld en geld kostte om de baby bij elk shot te begeleiden. De ploeg moest talrijke scènes opnieuw opnemen, omdat de baby veel moest huilen en dutten. Als resultaat ging de productie over de begroting heen. Om de baby onder controle te houden werden de gekste methodes gebruikt. In een scène moet de baby bijvoorbeeld aan Chans tepel zuigen. De baby was hierbij erg terughoudend, maar nadat de filmploeg een grote hoeveelheid honing op de tepel had gesmeerd lukte het alsnog.
Jackie Chan was de stuntregisseur van Rob-B-Hood en choreografeerde alle stunts met zijn Jackie Chan Stunt Team. Hij voerde zoals altijd zijn eigen stunts uit, zoals het naar beneden springen van de ene airconditioner op de andere aan een muur van een hoog gebouw. Sommige stunts met de baby waren erg gevaarlijk, zoals een achtervolging rond het Sha Tin-industriegebied waarin hij de baby weg moet pakken vlak voordat een auto op hem inrijdt. Een andere scène speelt zich af in Ocean Park, waar hij de onderkant van een achtbaan beklimt met de baby in zijn handen. Jackie Chan liep lichte verwondingen op bij het uitvoeren van sommige stunts. Zo werd hij bijvoorbeeld een keer geraakt door een stuntman die de verkeerde schoenen droeg. Jackie Chan viel daardoor uit een quad, terwijl hij eigenlijk probeerde om een wheelie te maken. Chans vechtchoreografie omvatte bijvoorbeeld het gebruik van geïmproviseerde wapens in een strijd; het gevecht tussen Chan en enkele goed getrainde tegenstanders in een koelcel, waarbij hij ze verslaat door ze met melk te bespetteren en ze vervolgens met behulp van een grote ventilator te bevriezen met koude lucht.

## Uitgave

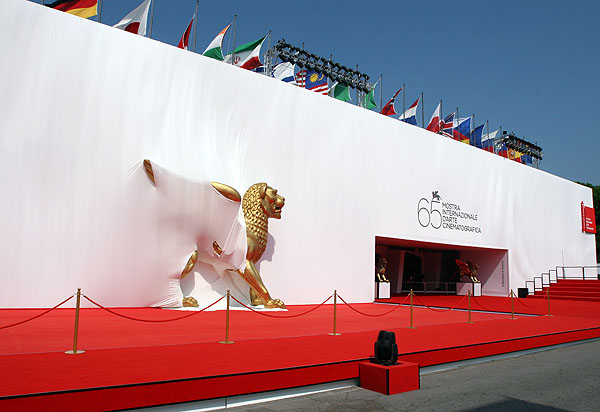
Het 65ste filmfestival van Venetië

Rob-B-Hood had zijn wereldpremière op het filmfestival van Venetië op 8 september 2006. Na deze première werden enkele scènes waarin te veel aandacht aan de persoonlijke verhoudingen van de personages werd besteed geschrapt voor het grote publiek. Volgens Benny Chan leidden te veel dramascènes het publiek af van de plot. De ruwe versie van Rob-B-Hood is wel opgenomen in de dvd-uitgave maar werd toegevoegd als extended version, een versie met meer scènes dan de gewone film.
De bewerkte versie van de film werd op 29 september uitgebracht in Hongkong, China, Singapore, Maleisië en andere Zuidoost-Aziatische landen. Daarna werd Rob-B-Hood op 7 april 2007 uitgebracht in Japan en op 13 februari 2007 in Griekenland (tevens het enige Europese land waar Rob-B-Hood werd vertoond in bioscopen). De dvd-première in Nederland was op 28 juli 2009. In Hongkong is de film geclassificeerd als IIA (ongeschikt voor kinderen tot 13; meekijken van ouder gewenst), in Singapore als G (alle leeftijden), in Maleisië als U (alle leeftijden) en in Nederland als 16+.

### Titels
De Chinese titel Bo Bui Gai Wak (Kantonees: 寶貝計劃) (letterlijk Project BB, met "BB" als een homofoon voor het woord "Baby") verwijst naar Jackie Chans bekroonde film uit 1983: Project A (Kantonees: A Gai Wak, A計劃). De Japanse titel werd プロジェクトBB (Purojekuto BB), letterlijk Project BB, wat ook de aanvankelijk voorgestelde naam voor de film is.
In Griekenland heet de film Ασύλληπτοι Απατεώνες (transliteratie: Asulliptoi Apateones), wat fraudes zijn ondenkbaar betekent. In de Verenigde Staten heet de film Robin-B-Hood, want dat is erg verwant met Johnny B. Goode. Die naam klinkt voor veel Amerikanen erg vertrouwd.
In Europa is de naam Johnny B. Goode daarentegen niet erg bekend, en daarom is de Europese naam van de film Rob-B-Hood geworden. Zowel de Amerikaanse als de Europese titel zijn uiteraard afgeleid van de naam Robin Hood. De ontvoerders beweren het gedachtegoed van Robin Hood na te leven; ze stelen van de rijken en geven het aan de armen, of toch niet helemaal. De armen zijn ze namelijk zelf, omdat geen van hen de capaciteiten heeft om hun moeilijk bij elkaar geschraapte geld voor langere tijd te houden.

### Dvd
De eerste edities voor de dvd werden vanaf november 2006 in Hongkong uitgebracht op regiocode 0 (wereldwijd). Dit werd later stopgezet en de daaropvolgende uitgaven (standaard en Limited Edition) waren op regiocode 3 (Zuidoost-Azië; Zuid-Korea; Taiwan; Hongkong; Macau). Alle versies die in Hongkong werden uitgebracht bevatten twee schijfjes: de filmschijf en de extra schijf. De filmschijf bevat zowel de bewerkte als de ruwe versie van de film, inclusief het commentaar van Benny Chan. De extra schijf bevat een "achter de schermen"-video, de postproductie, de persconferentie, een verzameling van verwijderde scènes en de videoclip van de titelsong.
De Limited Edition bestaat uit een doosje dat diverse merkproducten bevat, zoals sandalen en slippers. Een sterk gelimiteerde uitgave van 5000 stuks werd uitgedeeld op verschillende filmfestivals. Deze editie bevatte als extra's een kristallen fopspeen, een notitieblokje en een kalender van 2007.
De dvd-versie werd later ook uitgegeven in andere Oost-Aziatische landen, waaronder China (regio 6), Japan (regio 2), Zuid-Korea, Thailand en Maleisië (regio 3). Op 26 december 2007 werd de dvd uitgebracht in de VS (regio 1), een twee-schijfs "Ultimate Edition" die grotendeels dezelfde toevoegingen bevat als de Hongkong-versie, maar met de Amerikaanse trailers in plaats van de inheemse. De speeltijd van deze uitgave is echter 126:28, wat tussen die van de bewerkte (121:46) en de ruwe versie van Hongkong (135:11) in zit.

## Ontvangst
Rob-B-Hood werd over het algemeen goed ontvangen door recensenten. De film ontving lof op het filmfestival van Venetië voor een delicaat evenwicht tussen actie en drama. De stuntchoreografie werd positief ontvangen, net als het samenspel tussen Jackie Chan en Louis Koo, al waren sommige recensenten teleurgesteld over het ontbreken van Sammo Hung.

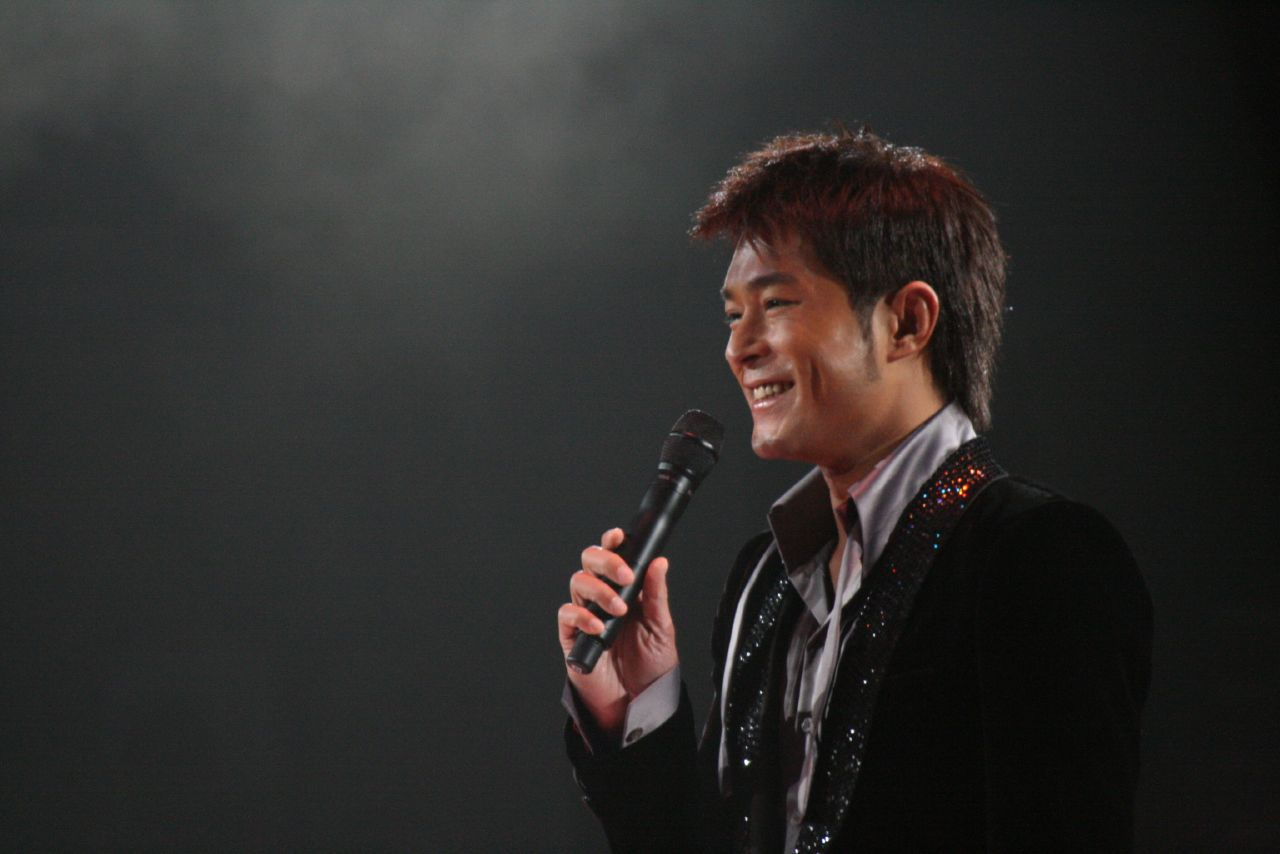
Jackie Chans medespeler Louis Koo in 2007

De plot van Rob-B-Hood kreeg uiteenlopende beoordelingen: de Chinese krant Xiao Xiang Chen Bao vond het beknopt, hilarisch en ontroerend, terwijl Jay Weissberg van Variety Magazine de film als onorigineel bestempelde. Felix Cheong van Channel NewsAsia vond dat de subplots met betrekking tot de families van de antagonisten overbodig waren en niet pasten bij de verhaallijn, maar wel de film langdradig maakten.
Chan werd geprezen om zijn bereidheid in Rob-B-Hood een kwaadaardiger karakter te spelen dan hij gewoonlijk deed. Andrew Sun van South China Morning Post schreef dat "een van de beste dingen die Chan voor zijn filmcarrière kan doen het spelen van de rol van onbeschoft, antagonistisch stuk tuig is, omdat je niet altijd een held hoeft te spelen om een held te worden." Sun benadrukte de noodzaak dat Chan flexibiliteit moet tonen in zijn rol, en citeerde daarbij een aantal acteurs dat succes had geboekt door af en toe de rol van een schurk te spelen.
Griekenland is het enige Europese land waar Rob-B-Hood verscheen in bioscopen, maar hier werd de film erg negatief ontvangen. De Griekse CinemaNews meldde als voornaamste punten van kritiek: "Te weinig vechtscènes voor een speelduur van 134 minuten", "Jackie Chan is meer bezig met oppassen dan met vechten", "Het is een drama-komedie waar erg weinig actie in zit", "Het is een avontuurlijke komedie zonder elementen van een komedie" en "De film roept geen emoties op bij het publiek".

### Opbrengst
Rob-B-Hood draaide op de dag waarop de film werd uitgebracht in Hongkong meteen een omzet van €110.800. In China was de film de best bezochte van alle films die tijdens het vier dagen durende nationaal feest van China gedraaid werden. De omzet bedroeg €933.600.
In oktober 2006 had de film reeds meer dan €9 miljoen opgebracht. Rob-B-Hood sloeg ook goed aan in Zuidoost-Azië: de omzet in Singapore was €289.000, in Maleisië €286.000 en in Thailand €432.000. In totaal zorgde de film voor een wereldwijde omzet van €15.116.265,65, ondanks het feit dat hij nooit is uitgebracht in Noord-Amerika en het grootste deel van Europa.

## Prijzen en nominaties
De film kreeg drie nominaties voor de Hong Kong Film Awards, in de categorieën "Beste actiechoreografie" (Jackie Chan en Chung Chi Li) en "Beste nieuwe acteur" (Matthew Medvedev).
| jaar | prijs                | categorie               | genomineerde(n)  | uitslag     |
| ---- | -------------------- | ----------------------- | ---------------- | ----------- |
| 2007 | Hong Kong Film Award | Beste actiechoreografie | Jackie Chan      | genomineerd |
| 2007 | Hong Kong Film Award | Beste actiechoreografie | Chung Chi Li     | genomineerd |
| 2007 | Hong Kong Film Award | Beste nieuwe acteur     | Matthew Medvedev | genomineerd |